# Fizi (Territorium)
Fizi ist eines von acht Territorien in der Provinz Sud-Kivu, der Demokratischen Republik Kongo. Es stößt im Norden an die Sud-Kivu Territorien Uvira, Mwenga and Shabunda, sowie im Osten an den Tanganjikasee und grenzt an die Provinzen Katanga im Süden und Maniema im Westen. 
Als vorherrschende Sprache wird im Territorium Swahili verwendet.

## Geographie
Das Territorium Fizi liegt ganz im Süden der Sud-Kivu Provinz, am Ufer des Tanganjikasees. 

### Verwaltungsgliederung
Innerhalb des Territoriums Fizi gibt es die folgenden kommunalen Gebietskörperschaften: 
- N'Gangya
- Lùlenge
- M'tambala
- Tangani'a
- Itombwe

### Städte
- Baraka ist die größte Stadt im Territorium Fizi; sie besteht aus den drei Stadtgemeinden Baraka, Katanga and Kalundja.
- Fizi ist die Hauptstadt.

## Geschichte
Die Region hat eine lange Geschichte der Unabhängigkeit von Kinshasa. In Fizi gründete Laurent-Désiré Kabila 1967 die Befreiungsbewegung maquis. Außerdem ist die Stadt der Geburtsort seines Sohnes und ehemaligen langjährigen Präsidenten Joseph Kabila (2001–2019). Während des Zweiten Kongokriegs war die Stadt Fizi lange Zeit von zahlreichen bewaffneten Gruppen umkämpft.

## Politik
Das Territorium Fizi ist in der Nationalversammlung der Demokratischen Republik Kongo durch drei Abgeordnete repräsentiert:
- Amy Ambatobe (UDPS/TSHISEKEDI)
- Celestin Anzuluni (parteilos)
- Jean Kevin Jemsi (PANADER, Parti national pour la démocratie et la République)